# C18H17NO
化学式C18H17NO（摩尔质量：263.33 g/mol）可以指：
- 吉九里香碱，CAS号：23095-44-5
- JWH-032，CAS号：162934-71-6
- 3-(吲哚-3-基)-1-苯基-1-丁酮，CAS号：27224-28-8
- 4'-(4-戊烯-1-氧基)联苯-4-甲腈，CAS号：111928-39-3

|  | 这个同类索引页列出了具有相同分子式的化学物（即同分異構體）条目。 除非您是有意链接至本页，否则应将相应条目的内部链接指向正确的条目。 |